# Лухмановская
«Лухма́новская» — станция Московского метрополитена на Некрасовской линии, открытая 3 июня 2019 года. Расположена в районе Косино-Ухтомский (ВАО) близ границы с Люберцами. Названа по одноимённой улице. По конструкции — колонная трёхпролётная станция мелкого заложения с одной островной платформой. Третья по глубине станция Московского метрополитена мелкого заложения (15 метров), не оснащённая эскалаторами.

## Название
29 июля 2014 года Городская межведомственная комиссия по наименованию территориальных единиц, улиц, станций метрополитена, организаций и других объектов Москвы одобрила решение о переименовании станции в «Люберецкую». 3 февраля 2015 года Сергей Собянин подписал постановление, согласно которому строящуюся станцию переименовали в «Лухмановскую» по Лухмановской улице, в свою очередь названной в память о Дмитрии Александровиче Лухманове, которому в 1812 году было пожаловано село Косино, в возрождение которого (после разграбления французами) он вложил большие средства.

## История
22 февраля 2011 года было принято решение об отмене планов строительства продления Калининско-Солнцевской линии по маршруту «Новокосино» — «Кожухово» — «Руднёво», приоритетной задачей стало строительство линии метрополитена «Авиамоторная» — «Лермонтовский проспект» — «Люберецкие поля», пролегающей через район Кожухово. Предусматривалось, что с вводом в действие станции «Косино-Ухтомская» и Некрасовской линии жители района Косино-Ухтомский получат прямой выход на станцию «Авиамоторная» и, возможно, даже на «Электрозаводскую».

### Пересадка
На стадии проектирования планировалась станция в составе Калининско-Солнцевской линии, которая должна была стать пересадочной на станцию Некрасовской линии: 10 марта 2009 года Дмитрий Гаев заявил, что на Калининской линии будет построена станция «Кожухово», которая поможет разгрузить существующую транспортную сеть. Также, по словам Гаева, «Кожухово» поможет жителям новых домов на Люберецких Полях, а также жителям северных Люберец добираться в центр города и снизить нагрузку на участок метро от «Выхино» до «Рязанского проспекта». В декабре 2010 года станция в Кожухово была переименована в «Косино-Ухтомскую» (также рассматривался вариант названия «Каскадная»). В феврале 2011 года продление Калининской линии было признано нецелесообразным и было принято решение об отмене строительства участков «Новокосино» — «Кожухово» — «Руднёво».

## Строительство
В ноябре 2012 была размечена территория под строительную площадку.
15 февраля 2014 года М. Ш. Хуснуллин объявил о том, что весной 2014 года начнётся проходка тоннелей в сторону станции «Некрасовка», причём сразу двумя тоннелепроходческими щитами.
29 мая 2014 года мэр Москвы Сергей Собянин дал старт проходке правого перегонного тоннеля между станциями «Люберецкая» и «Некрасовка». Строительство перегонного тоннеля началось с помощью тоннелепроходческого механизированного комплекса, который получил имя «Светлана». 13 октября ТПМК Herrenknecht «Светлана» закончил проходку правого перегонного тоннеля от станции «Люберецкая» длиной 1383 метра и вышел в демонтажной камере станции «Некрасовка». В конце того же месяца строители занялись демонтажом «Светланы». К декабрю 2014 года ТПМК Herrenknecht «Светлана» был полностью демонтирован и по частям перевезён на стройплощадку станции «Люберецкая», где его смонтировали в котловане камеры съездов, после чего он начал проходку левого перегонного тоннеля в сторону станции «Некрасовка». К апрелю 2015 года строительство обоих тоннелей между станциями «Некрасовка» и «Лухмановская» было завершено, в то же время продолжалась разработка котлованов этих станций.
24 октября 2017 года была начата установка декоративных панелей на стены. Завершена отделка платформы гранитом и монтаж освещения.
17 апреля 2018 года была завершена отделка путевых стен на станции, архитектурно-отделочные работы выполнены более чем на 80 %, монтируется оборудование.
К концу июня 2018 года на станции завершена архитектурная отделка.
31 августа 2018 года проведён технический пуск участка «Косино» — «Некрасовка».
АО «Мосинжпроект» - управляющая компания по строительству станции метро.

### Перенос сроков
Станцию изначально планировалось открыть в IV квартале 2014 года; в ноябре 2013 эта информация появилась на сайте правительства Москвы. Однако в феврале 2014 года М. Ш. Хуснуллин говорил уже о 2015 или 2016 годе.
В конце марта 2018 года заместитель мэра Москвы по вопросам градостроительной политики и строительства Марат Хуснуллин сообщил, что участок «Косино» — «Некрасовка» планируется запустить к концу лета 2018 года, хотя, по его же словам, техническая возможность для такого пуска отсутствует, и линия будет запущена полностью в 2019 году.
31 августа 2018 года мэр Москвы Сергей Собянин, проводя тестовый пуск участка из 4 станций, сказал, что запуск линии для пассажиров ожидается в конце 2018 года. Тем не менее, открытие станции состоялось 3 июня 2019 года.

## Расположение и вестибюли
Станция располагается в Косино-Ухтомском районе вдоль начала платной автомагистрали М12 «Восток» Москва — Казань — Екатеринбург, с выходами к Лухмановской улице и улице Дмитриевского города Москвы и к жилой застройке города Люберцы Московской области. К 2021 году на базе станции планируется организация транспортно-пересадочного узла «Лухмановская», в состав которого войдёт автовокзал, обычная и перехватывающая парковки, а также торгово-развлекательный центр, офисно-деловой комплекс и апартаменты. Станция имеет два вестибюля.

## Архитектура и оформление
Колонная трёхпролётная станция мелкого заложения с одной островной платформой.

Оформление содержит отсылки к реке и закату; основными цветами в отделке станции являются серый, бежевый и серо-коричневый. Потолок станции покрыт анодированными алюминиевыми панелями, пол — тёмно-зелёным гранитом. Путевые стены отделаны оранжевыми декоративными панелями.

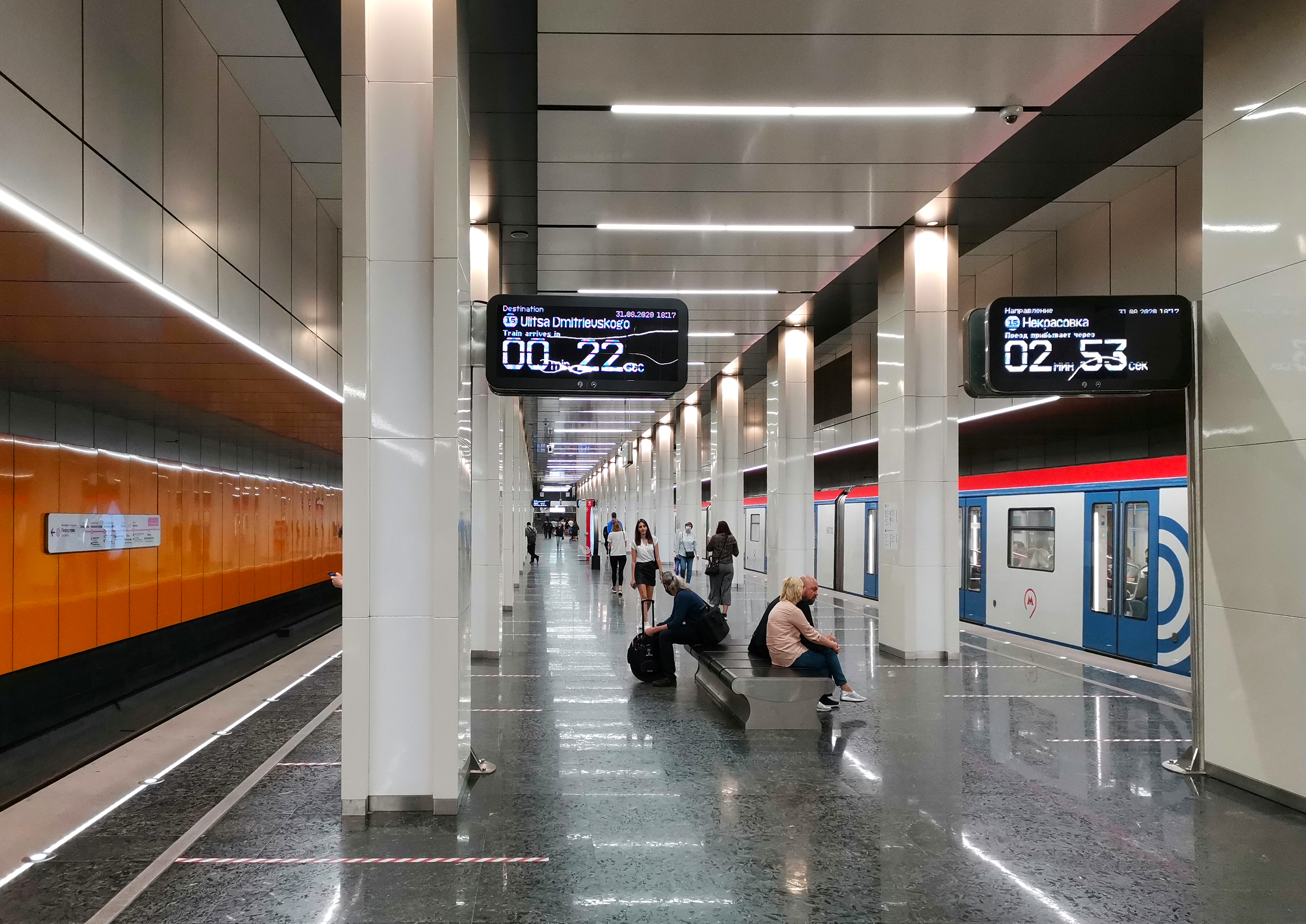
Посадка
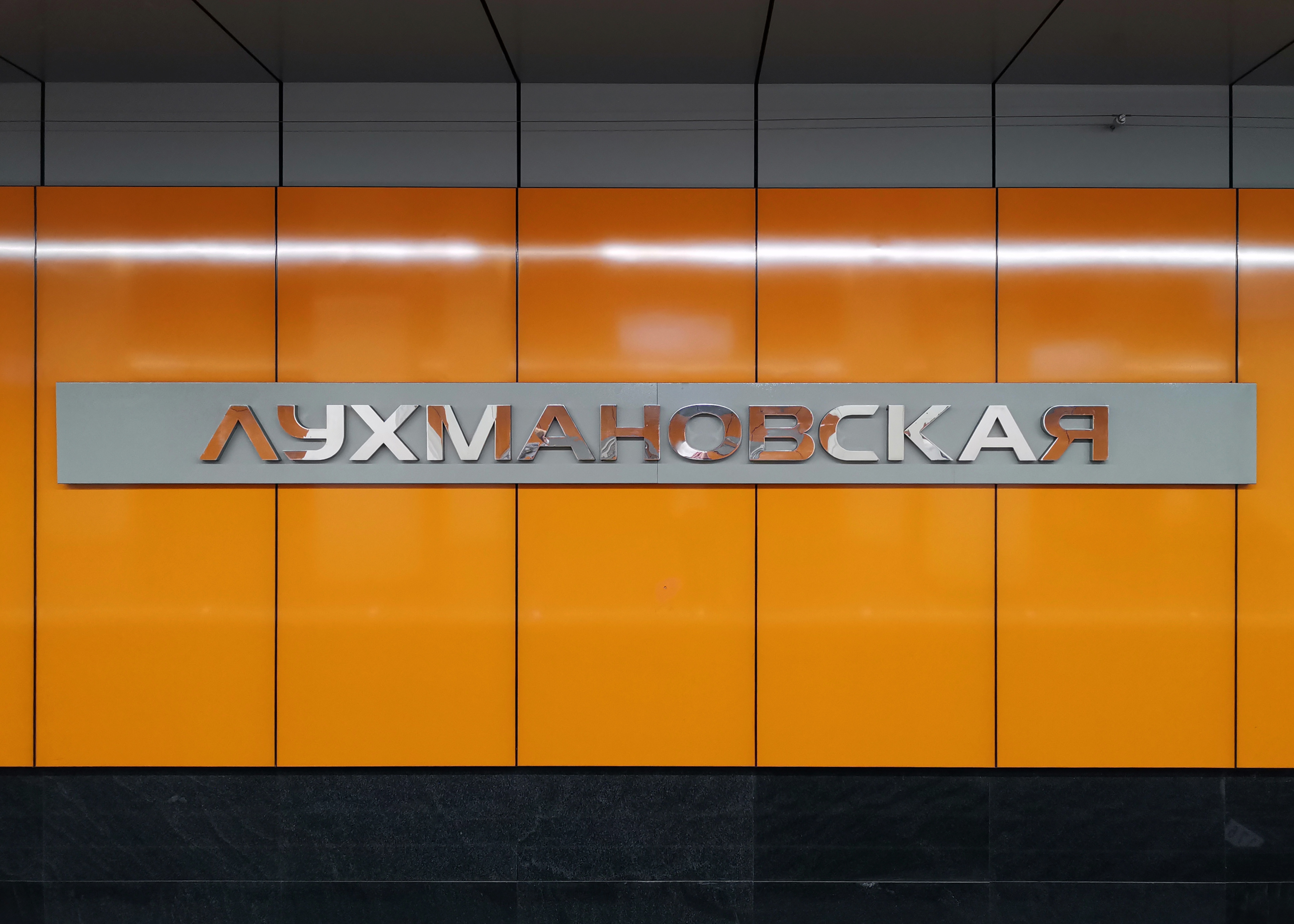
Логотип
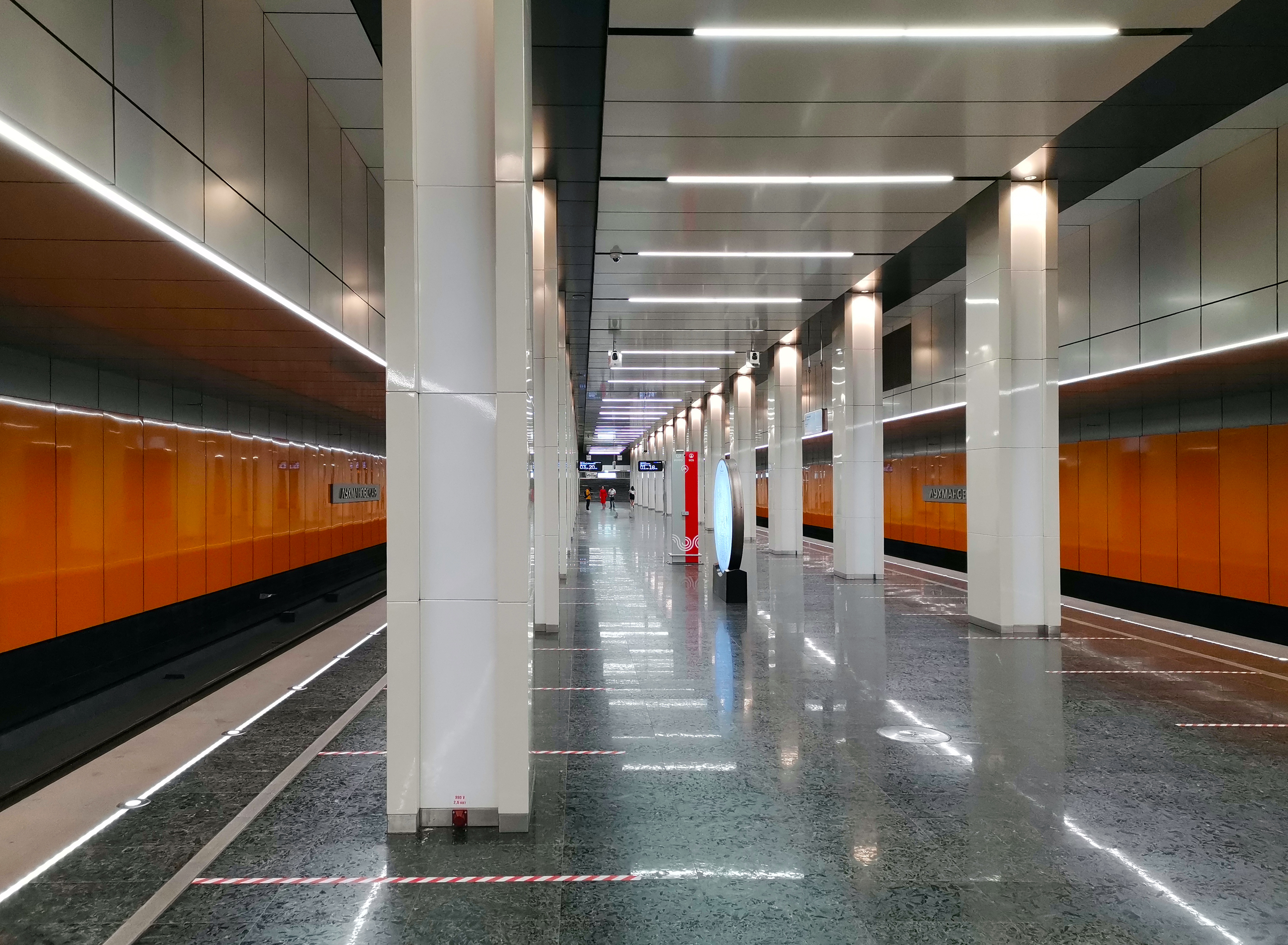
Холл станции

## Наземный общественный транспорт

### Городской
На этой станции можно пересесть на следующие маршруты городского пассажирского транспорта:
- Автобусы: с613, с663, 726, 784, 788, 808, 849, 855, 885, 893

### Областной
- Автобусы: 453, 1225А
- Маршрутные такси: 2к, 539, 941к, 1227к

## Путевое развитие
За станцией расположены шестистрелочные оборотные пути, переходящие в ССВ с электродепо ТЧ-20 «Руднёво».